# الکساندر پیخور
الکساندر پیخور (انگلیسی: Oleksandr Pikhur؛ زادهٔ ۲۵ اوت ۱۹۸۲) بازیکن فوتبال اهل اوکراین است.
از باشگاه‌هایی که در آن بازی کرده‌است می‌توان به باشگاه فوتبال اوورلا اوژهورود اشاره کرد.